# 陳瓊讚
陳瓊讚（1941年7月1日—），台灣律師、檢察官及政治人物，曾代表中國國民黨以全國不分區身份當選為第二屆國民大會代表，及三、四屆立法委員。